# 横店影视城

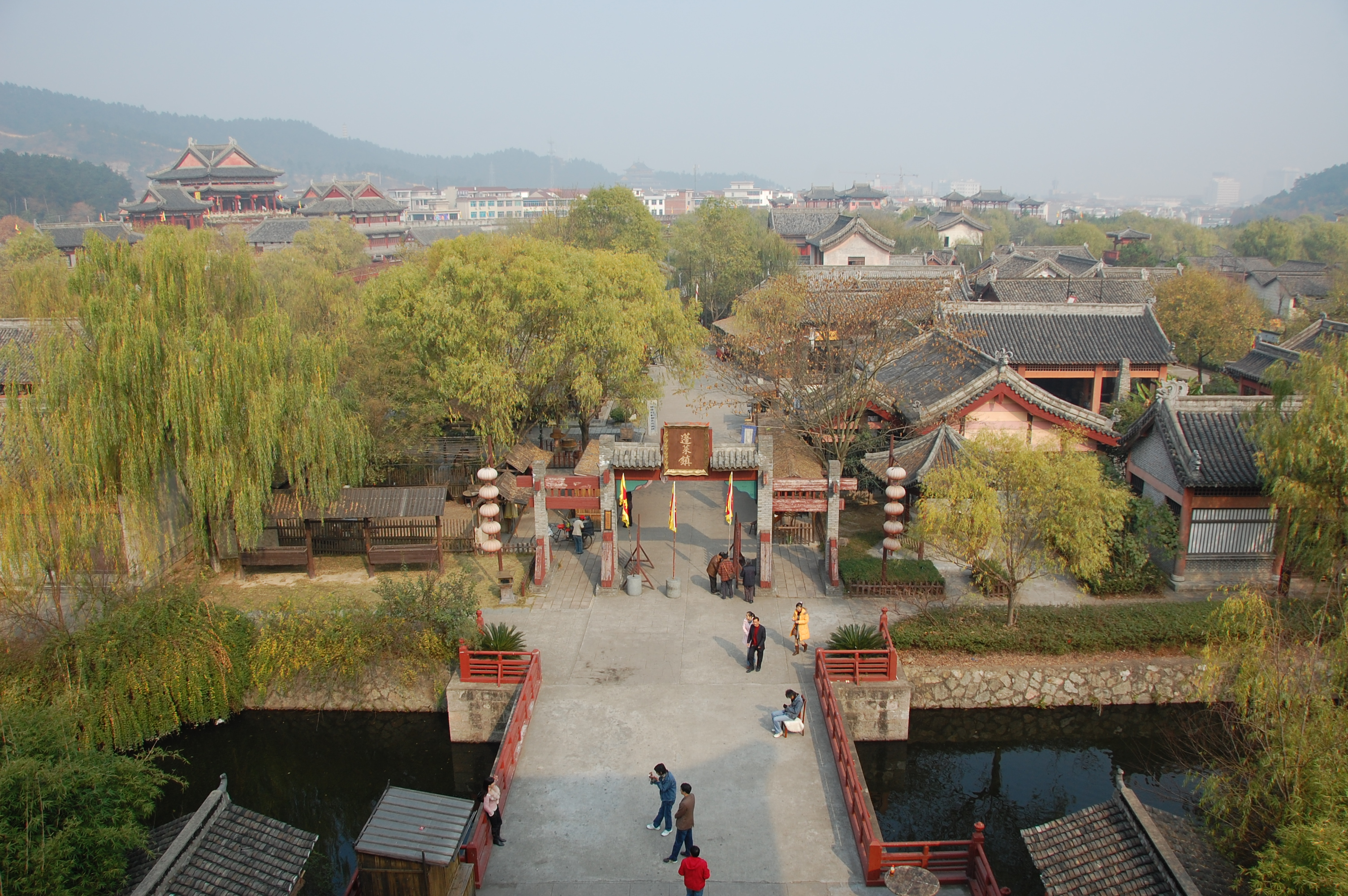
横店影视城

横店清明上河图景区内的影视剧拍摄现场

横店影视城，又稱橫店影視基地，是中国目前面積最大的影视拍摄基地，也是中国首个国家级影视产业实验区，位于浙江省金華市东阳市横店镇，由横店集团的子公司浙江横店影视城有限公司所有。
該影城规模巨大。整座横店基地占地4,963亩，建筑面积495,995平方米，拥有广州街、香港街、秦王宫、清明上河图（汴京城風景）、明清宫苑、梦幻谷、大智禅寺、屏岩洞府、华夏文化园、明清民居博览城、国防科技园等影视拍摄基地（景点）、梦外滩影视主题公园，以及興建中的基地：唐宫唐街、华夏文化园、九龙大峡谷、情人谷、电影梦幻世界；以及2间大型室内摄影棚。並且有30多座大型影视实景拍摄基地130多个室内摄影棚，被美国《好莱坞报道》杂志称为“中国好莱坞”。是中国旅游演艺之都。

## 历史

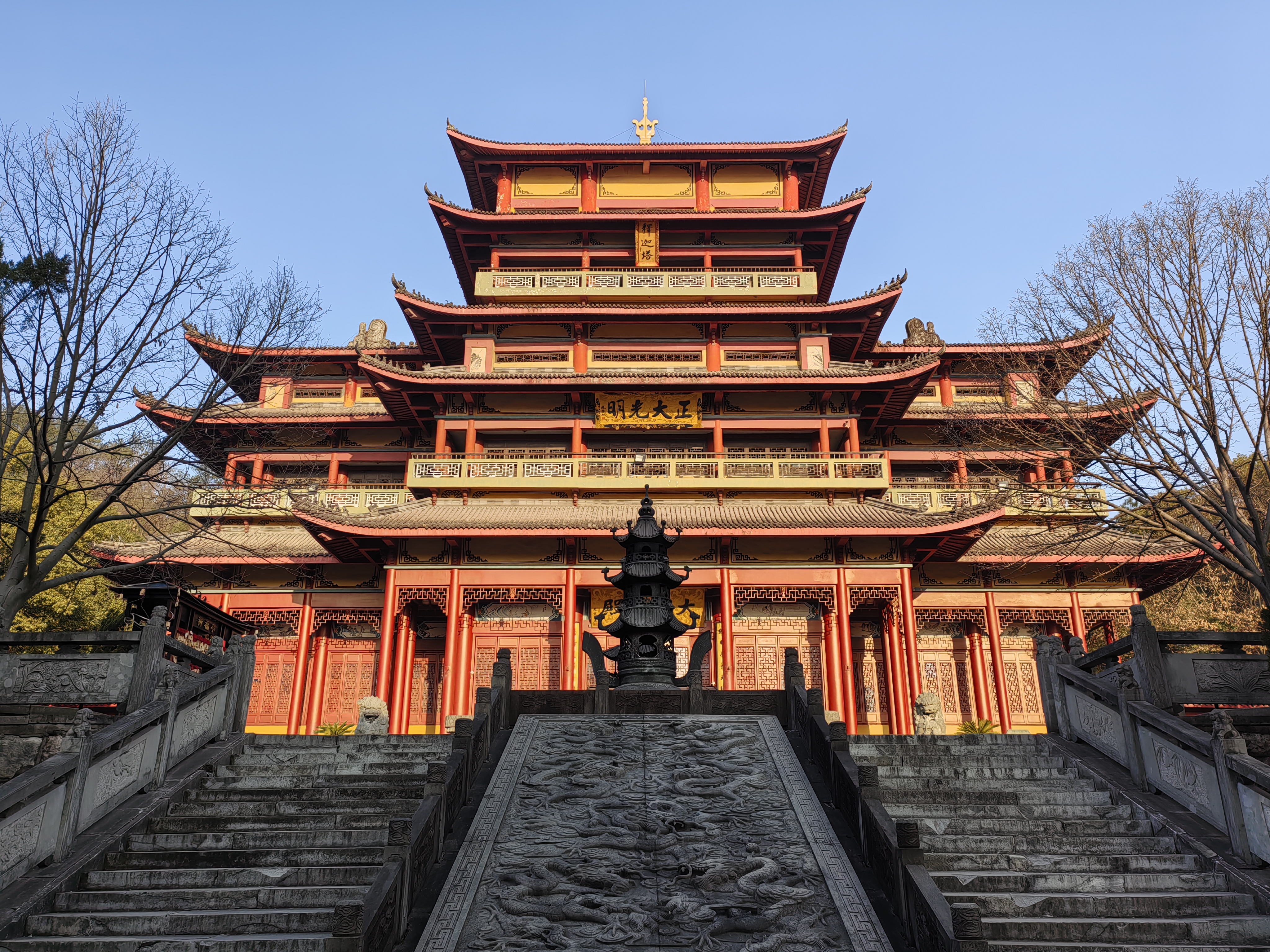
大智寺大雄寶殿

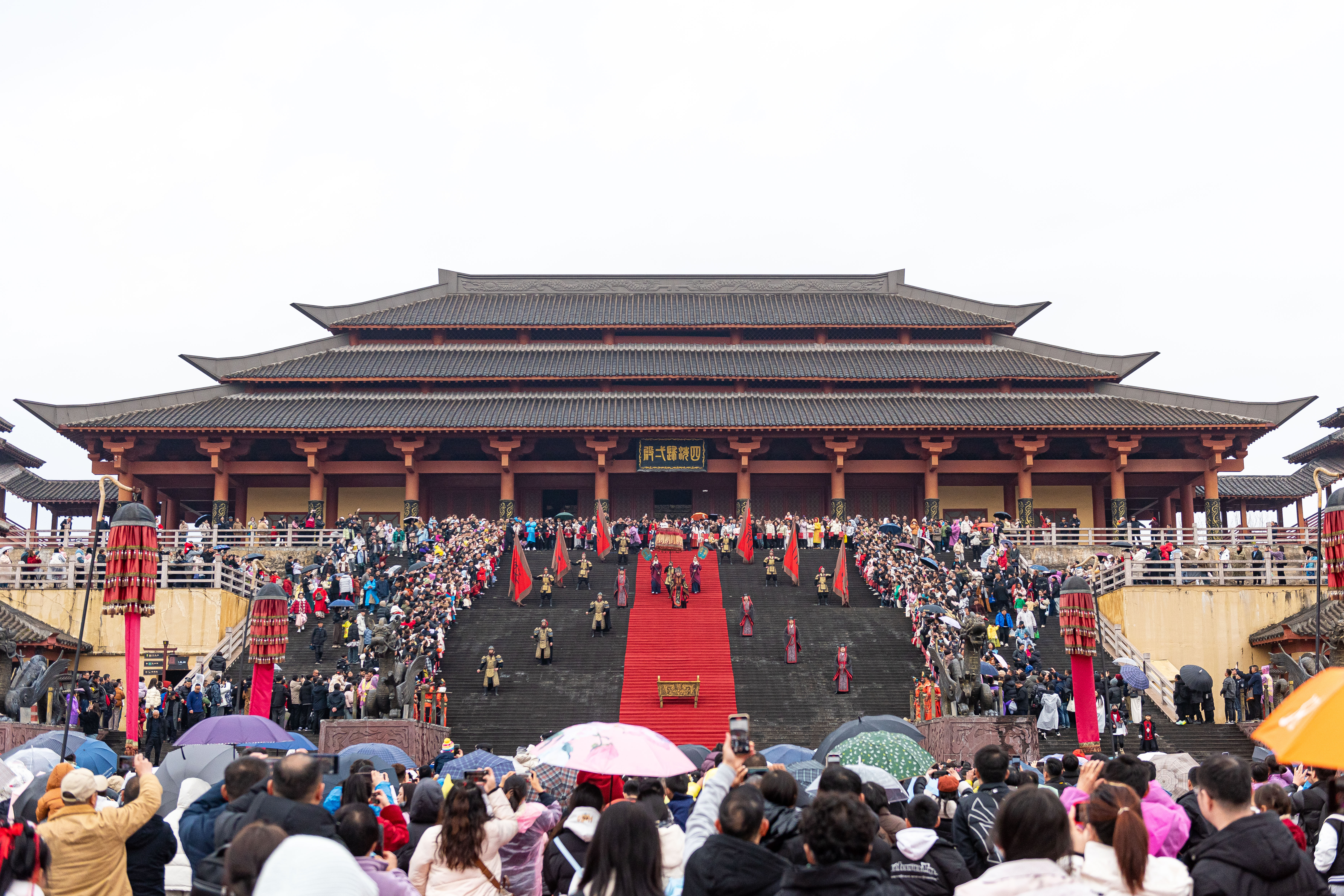
横店秦王宫景区主体建筑“四海归一殿”

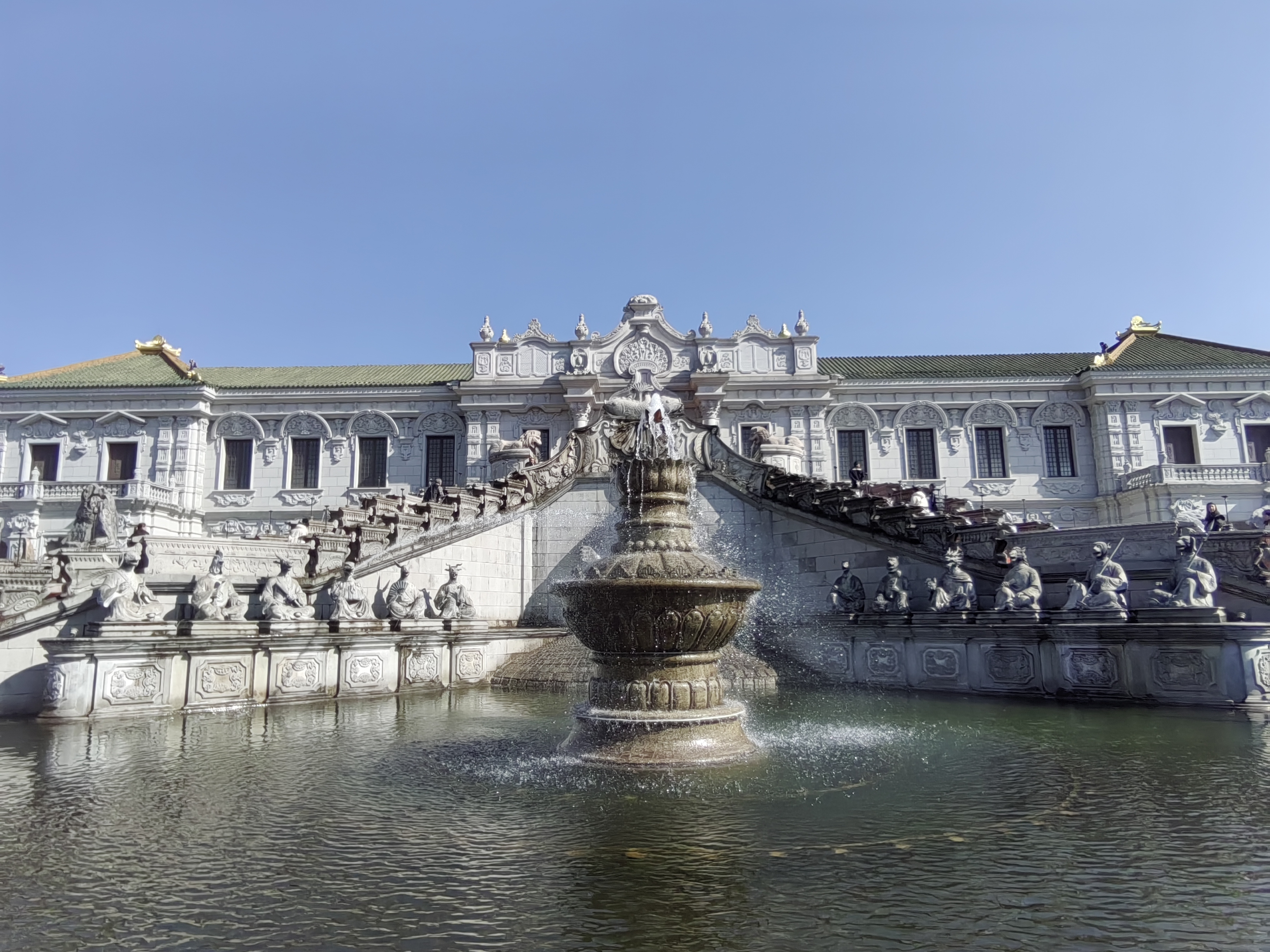
圓明新園的海晏堂

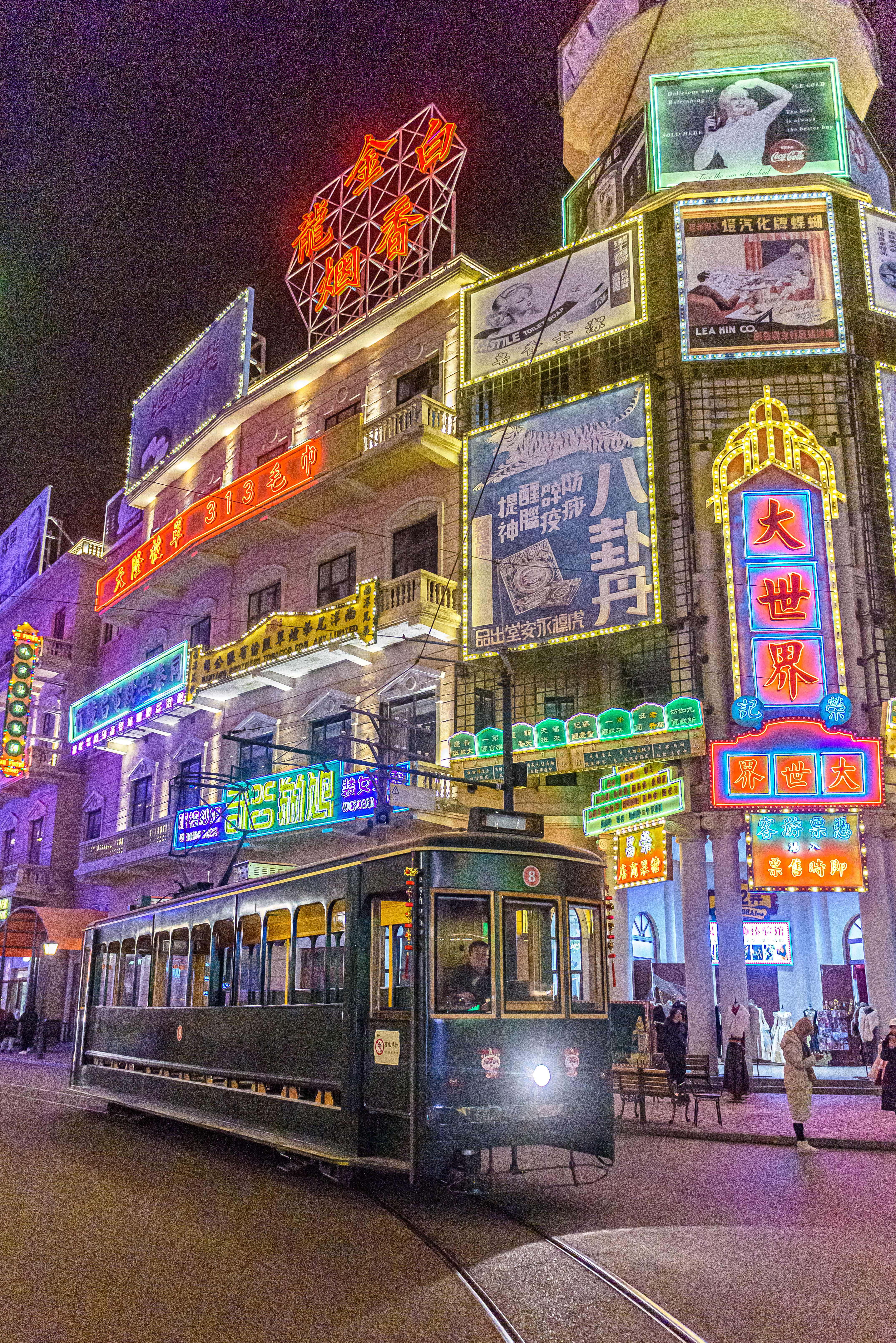
梦外滩景区上海大世界场景，其SD01型有轨电车由沈阳新阳光机电科技生产

1994年，横店在原址基础上，复建了大智禅寺，占地280亩，建筑面积为20,000平方米。
1996年8月，为了拍摄电影《鸦片战争》，横店修建了第一座影视基地：广州街。广州街占地300亩，建筑面积23,400平方米。
1997年，因为拍摄电影《荆轲刺秦王》，横店修建了秦王宫。秦王宫占地800亩，建筑面积110,000平方米。其主体建筑「四海归一殿」被后来来此拍摄的剧组不断修饰，增加细节。同时，横店还附加修建了一条长120米的「秦汉街」，占地20亩，建筑面积6,000平方米。
1998年9月，香港街建成，占地120亩，建筑面积25,600平方米；并同时建造了横店第一个大型室内摄影棚，面积7,000平方米。由于电影《鸦片战争》的拍摄，横店也在这里建造了一座禁毒教育基地。其建筑样式仿照了19世纪末、20世纪初的香港建筑风格。
1999年10月，江南水乡基地建成，占地140亩，建筑面积为37,290平方米，其建筑格局仿照了民国时期的横店镇。
明清王宫是横店8座拍摄基地中耗资最大的一座，横店集团共计投资6亿元人民币，仿制了北京故宫的大部分主体建筑，并附带仿造了天安门、亲王府、北京老城区等景观，占地1,500亩，建筑面积16万平方米。
2003年，横店影视城建立了中国第一个专门为群众演员服务的公益组织——演员公会。
2004年初，横店被国家广电总局确立为中国首个国家级影视产业实验区。一些来自國外的剧组开始到横店影视城取景拍摄，如美国电影《功夫之王》、《神鬼傳奇3》等。
2004年，横店计划投资8亿元人民币修建电影梦幻乐园，由美国ITEC公司负责设计。此外，横店计划在未来逐步涉足电影电视剧的后期制作领域，修建一批洗印、剪辑中心和摄影棚。
2005年10月，根据红军长征而建造的红军长征博览城竣工，用於军事题材的电视片拍摄。
2006年，横店影视城被评为"中国十大影视拍摄基地"。
2006年9月22日，横店集团宣布将集资200亿元人民币，在横店基地以1：1的比例重建圆明园，而且将最大限度的复原所有建筑，内部装修和装饰品。早在15年前，横店集团就开始为重建做准备，四处收集圆明园图纸、资料。但还未开工就被国土资源部叫停。
2010年3月，浙江名牌战略推进委员会正式认定横店影视城为浙江名牌。
2010年4月18日，国家旅游局正式授予横店影视城为国家5A级旅游景区。
2012年，首届“横店影视节”在横店影视城举办。
2012年至2013年期間，橫店影視城成為許多抗日劇的主要拍攝基地，2012年橫店影視城共接待劇組150個，其中48個劇組涉及抗戰題材，其中有不少的劇情過於離譜，被網友調侃為「橫店抗日根據地」、「殺死最多日本人的地方」。
此外，横店还按照《清明上河图》仿建了清明上河图基地。出于对古建筑的保护，横店将附近的明清建筑整体搬迁，修建了横店老街基地。
2014年，开始设立“文荣奖”，以鼓励中国影视行业的新人、新作。
2015年，耗资300亿元人民币、按1：1原样在横店仿建的“圆明新园”部分建成并对外开放。
2019年8月17日，以20世纪20年代至40年代老上海为原型的梦外滩景区在横店影视城东北部建成试营业。

## 景区
| 景区               | 景区               | 性质                   | 始建日期                                | 占地面积                  | 原型                                 | 特色场景 |
| ------------------ | ------------------ | ---------------------- | --------------------------------------- | ------------------------- | ------------------------------------ | --- |
| 广州街·香港街      | 广州街·香港街      | 影视拍摄场地           | 1996年8月（广州街） 1998年9月（香港街） | 广州街300多亩 香港街120亩 | 1840年前后的广州及香港維多利亞城街景 | 三味堂、畅春院、上海酒家、总督府、十三夷馆、迟府、翰园、大宅院、教堂                                                             |
| 秦王宫             | 秦王宫             | 影视拍摄场地           | 1997年                                  | 800亩                     | 咸阳宫                               | 四海归一殿、公主府、宰相府、西偏殿、华阳台、中宫门、鸿宾楼                                                                       |
| 明清宫苑           | 明清宫苑           | 影视拍摄场地           | 1998年                                  | 1500亩                    | 北京故宫及民居                       | 恭王府、公主府、军机处、太和殿、乾清宫、坤宁宫、养心殿、曲艺厅、驿馆、漱芳斋、棋盘街、承天门广场、千步廊、文武台、金水河、玉带桥 |
| 清明上河图         | 清明上河图         | 影视拍摄场地           | 1998年                                  | 600余亩                   | 清明上河图                           | 开封府、蔡京府、童府、陈府、高府、周记客栈、学士院、樊楼、李师师绣楼、中宅、贫宅                                                 |
| 梦幻谷             | 梦文化村           | 游乐项目               |                                         | 484亩                     |                                      | |
| 梦幻谷             | 水世界             | 游乐项目               |                                         | 484亩                     |                                      | |
| 梦幻谷             | 儿童梦工厂         | 游乐项目               |                                         | 484亩                     |                                      | |
| 梦幻谷             | 海豚湾             | 游乐项目               |                                         | 484亩                     |                                      | |
| 梦幻谷             | 江南水乡           | 影视拍摄场地           | 1999年                                  | 484亩                     | 清末民初时期江南水乡                 | 万盛兴长廊、水乡戏台 |
| 华夏文化园         | 华夏文化园         | 影视拍摄场地           | 2003年2月                               |                           |                                      | 门楼、文化广场、历史长廊、四大佛山、三教塔、鱼乐苑、塔林观音庙、植物园、宫市买卖街、瑶台胜境                                     |
| 横店明清民居博览城 | 七侠镇影视主题街   | 游乐项目               |                                         | 900余亩                   | 电视剧《武林外传》                   | 同福客栈、李大嘴食铺、白马书院、豆腐坊、打铁铺                                                                                   |
| 横店明清民居博览城 | 盗墓奇幻体验馆     | 游乐项目               |                                         | 900余亩                   | 电视剧《老九门》                     | |
| 横店明清民居博览城 | 秦淮河影视主题区   | 影视拍摄场地           |                                         | 900余亩                   | 明清时期南京十里秦淮                 | 福承康休、玉树流芳、状元府、香水街道、厉家巷                                                                                     |
| 大智禅寺           | 大智禅寺           | 风景名胜及影视拍摄场地 | 南梁年间（1994年修复）                  |                           |                                      | |
| 屏岩洞府           | 屏岩洞府           | 风景名胜及影视拍摄场地 |                                         |                           |                                      | |
| 梦泉谷温泉度假区   | 梦泉谷温泉度假区   | 游乐项目               |                                         |                           |                                      | |
| 横店国防科技园     | 横店国防科技园     | 国防教育基地           |                                         |                           |                                      | |
| 梦外滩影视主题公园 | 梦外滩影视主题公园 | 影视拍摄场地           | 2019年8月7日试营业 2021年7月1日正式开园 |                           | 二十世纪20年代至40年代的老上海       | 欧战纪念碑，老上海邮政博物馆，外白渡桥，海上洋货博物馆，老上海主题文创空间                                                       |

## 取景作品
在横店基地拍摄的电影及电视剧有逾300部，每年平均有50余部，中国每年生产的古装戏有约三分之一拍摄于横店。

## 旅游
作为影视基地的同时，横店也向游客开放，每个基地的售票相对独立，其每年的收入有90%来自旅游产业。2010年4月18日，国家旅游局正式授予横店影视城为国家5A级旅游景区称号。

## 游客数量
| 2011   | 2012   | 2013   | 2014   | 2015   | 2016   | 2017   | 2018   | 2019   |
| ------ | ------ | ------ | ------ | ------ | ------ | ------ | ------ | ------ |
| 1090万 | 1177万 | 1200万 | 1380万 | 1518万 | 1577万 | 1600万 | 1900万 | 1918万 |

## 交通
- 金华轨道交通金义东线：明清宫站